# Ламер, Шарль Пьер де
Шарль Пьер де Ламе́р (фр. Charles Pierre de Lamer; 1753—1812) — французский генерал, участник Первой коалиционной войны и похода Наполеона в Россию.
Родился 20 февраля 1753 года в Тулоне. В военную службу вступил 28 октября 1770 года младшим лейтенантом в полк Медок (впоследствии 70-й пехотный полк). Принимал участие в кампании на Мартинике и в войне за независимость США. По возвращении во Францию в 1784 году был произведён в лейтенанты, а 24 апреля следующего года получил чин капитана.
Во время Великой Французской революции де Ламер перешёл на сторону восставших, принимал участие в революционных и первых коалиционных войнах.
В 1790 году он состоял в Альпийской армии и был адъютантом Дагобера де Фонтениля. 10 августа 1793 года произведён в бригадные генералы, был начальником штаба Восточно-Пиренейской армии и временно командовал самой армией до прибытия Дюгомье, в 1796 году получил чин дивизионного генерала. Прокомандовав некоторое время Нимским округом де Ламер был избран членом законодательного собрания.
При формировании армии для похода в Россию Наполеон вызвал де Ламера в строй, и последний принял участие в кампании 1812 года, состоял при Мюрате и командовал резервной кавалерией. Убит при переправе через Березину 28 ноября 1812 года.